# Lago Lobsigensee
O Lago Lobsigensee é um lago localizado no município de Seedorf no cantão de Berna na Suíça. Este lago vai buscar o seu nome ao lugar de Lobsigen nas proximidades.
A alguma distância da margem noroeste deste lago foram encontrados restos deixados pelo homem do neolítico.